# منصوره (استان برج بوعریریج)
منصوره (به عربی: المنصورة) یک شهرداری در الجزایر است که در استان برج بوعریریج واقع شده‌است. منصوره ۲۱٬۲۸۰ نفر جمعیت دارد.